# Подводные лодки типа «Архимед»
Подводные лодки типа «Архимед» (итал. Archimede) — серия итальянских подводных лодок времён Второй мировой войны. Проект разработан фирмой «Този», Таранто (ТТ), как развитие лодок типа «Settembrini». От прототипа отличались несколько большими размерами, увеличенным запасом топлива и большей дальностью действия. Имели два палубных орудия вместо одного и несли 16 торпед вместо 12-ти. Конструкция частично двухкорпусная, рабочая глубина погружения 90 м. Всего построено 4 лодки, которые вступили в строй в 1934-35гг.

В 1937 году две лодки этого типа — Archimede и Torricelli были переданы испанским франкистам и названы General Mola и General Sanjurjo. 

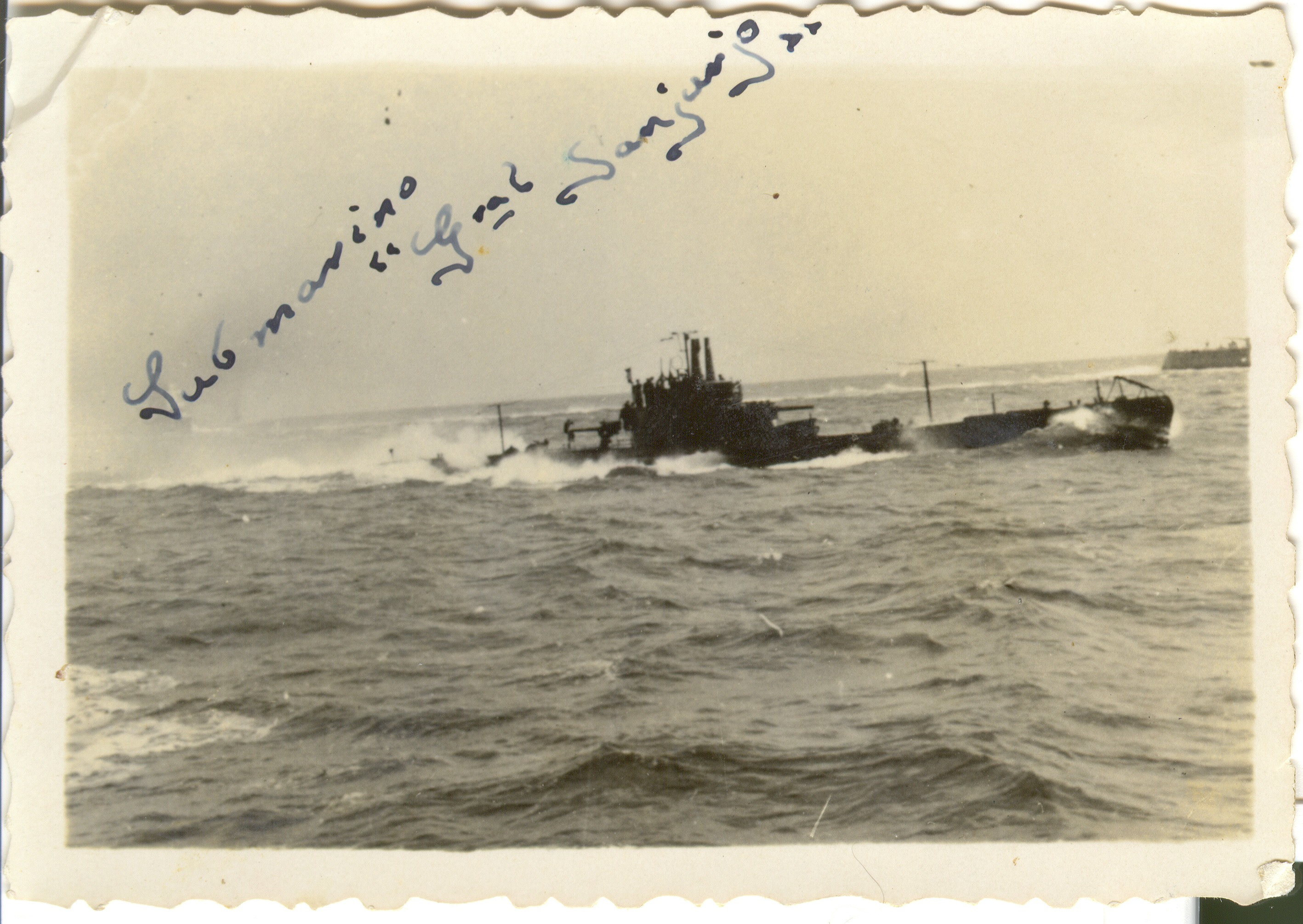
ПЛ General Sanjurjo (бывшая «Торричелли»), 1938 г.

Чтобы скрыть факт этой передачи, имена Archimede и Torricelli были даны двум лодкам последующего проекта «Брин».

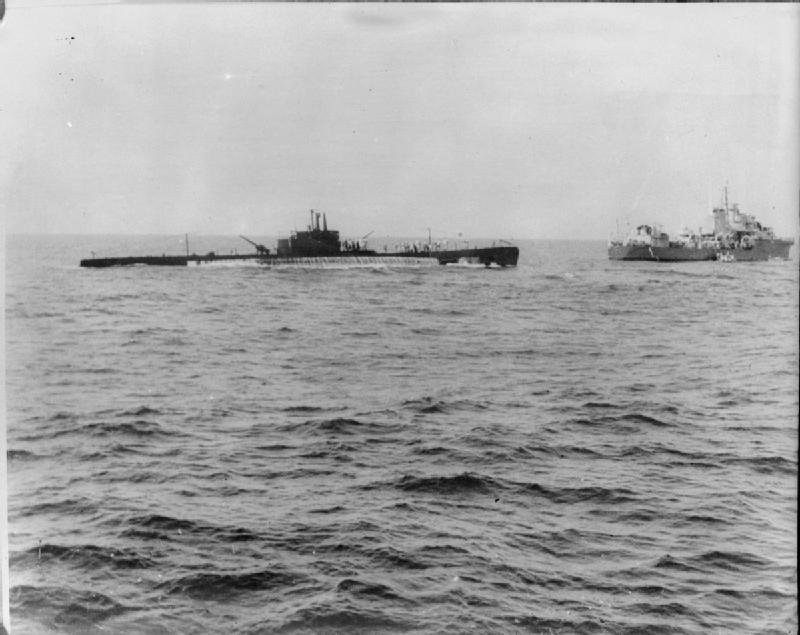
Захваченная британцами в Красном море ПЛ «Галилео Галилей»

ПЛ «Феррари» и «Галилей» несли службу в Красном море и базировались в порту Массауа. В июне 1940 года, после вступления Италии в войну обе лодки вышли на патрулирование в Аденский залив, где 16 июня у Адена лодка «Галилей» потопила норвежский танкер «Джеймс Стоув», а 18 июня она остановила югославский пароход «Драва», отпустив его после досмотра. 3 марта 1941 года лодка «Феррари» покинула Красное море и, совершив длительный переход вокруг Африки, 9 мая прибыла в Бордо (Франция), для участия в операциях итальянских лодок против судоходства союзников в Атлантике.

## Список ПЛ типа «Архимед»
| Подводная лодка  | Верфь | Спущена на воду | Начало службы | Конец службы |
| ---------------- | ----- | --------------- | ------------- | --- |
| Galileo Ferraris | TT    | 31.11.1934      | 31.1.1935     | потоплена 25.10.41 восточнее Мадейры английскими самолетами и эскортным миноносцем Lamerton                                                                                           |
| Galileo Galillei | TT    | 19.3.1934       | 16.10.1934    | захвачена 19.6.40 в Красном море английским вооруженным траулером Moonstone после того, как экипаж отравился газами из вентиляционой системы. Вошла в строй английского флота как X-2 |